# Пивденное (Мелитопольский район)
Пивденное (укр. Південне) — село,
Новониколаевский сельский совет,
Мелитопольский район,
Запорожская область,
Украина.
Код КОАТУУ — 2323082405. Население по переписи 2001 года составляло 23 человека.

## Географическое положение
Село Пивденное состоит из единственной улицы, идущей с севера на юг. Асфальтированная дорога длиной 3 км связывает Пивденное с селом Трудовое. Из Пивденного выходят также две грунтовых дороги — в сторону Обильного и Фёдоровки.

## История
Согласно сайту Верховной Рады Украины село было основано в 1950 году. Хотя уже на немецкой военной карте 1943 года на месте села отмечен хутор Южный (Jushnyj), состоящий из двух улиц и соединённый грунтовой дорогой с современным Трудовым, в справочнике по административно-территориальному делению 1946 года Пивденное как самостоятельный населённый пункт ещё не значится.
В 1990 году население Пивденного насчитывало около 30 человек. К северу от села располагалась молочно-товарная ферма. Из Пивденного в Трудовое вела асфальтированная дорога.